# Стерджен-Бей (містечко, Вісконсин)
Стерджен-Бей (англ. Sturgeon Bay) — місто (англ. town) в США, в окрузі Дор штату Вісконсин. Населення — 821 особа (2020).

## Демографія
Згідно з переписом 2010 року, у місті мешкало 818 осіб у 361 домогосподарстві у складі 263 родин. Було 635 помешкань
Расовий склад населення:
| - 95,2 % — білих - 1,3 % — корінних американців - 0,7 % — чорних або афроамериканців - 0,7 % — азіатів |

До двох чи більше рас належало 1,5 %. Частка іспаномовних становила 1,3 % від усіх жителів.
За віковим діапазоном населення розподілялося таким чином: 16,1 % — особи молодші 18 років, 62,4 % — особи у віці 18—64 років, 21,5 % — особи у віці 65 років та старші. Медіана віку мешканця становила 52,1 року. На 100 осіб жіночої статі у місті припадало 96,6 чоловіків;  на 100 жінок у віці від 18 років та старших — 103,6 чоловіків також старших 18 років.
Середній дохід на одне домашнє господарство  становив 83 021 долар США (медіана — 62 813), а середній дохід на одну сім'ю — 97 251 долар (медіана — 72 500). Медіана доходів становила 47 188 доларів для чоловіків та 41 053 долари для жінок. За межею бідності перебувало 6,2 % осіб, у тому числі 4,5 % дітей у віці до 18 років та 7,8 % осіб у віці 65 років та старших.
Цивільне працевлаштоване населення становило 395 осіб. Основні галузі зайнятості: виробництво — 27,3 %, роздрібна торгівля — 14,2 %, освіта, охорона здоров'я та соціальна допомога — 14,2 %.